# KraichgauTV
KraichgauTV ist ein regionaler Fernsehsender der egghead Medien GmbH in Bruchsal. Geschäftsführer sind Walter Besenfelder und Ulrich Konrad. Verbreitet wird der Sender über das digitale Kabelnetz. Im Internetportal des Senders werden die Beiträge zusätzlich bereitgestellt. Im Unterschied zum Web-TV, bei dem man einzelne Filme je nach Interesse anschauen kann, kommt KraichgauTV in ganz Baden-Württemberg im digitalen Kabel als Sendeschleife.
Das Sendegebiet beinhaltet vor allem den so genannten alten Landkreis Bruchsal, Bretten, den Kraichgau, aber auch die Hardt und Rheinebene. Die Zielgruppe ist lokal bis regional.
Neben den Beiträgen für das Fernsehen entstehen bei KraichgauTV auch Image- oder Werbefilme für Gemeinden, Institutionen und Firmen.

## Reichweite
Seit der vollständigen Digitalisierung besteht eine technische Reichweite von rund 200.000 Haushalten, was nach dem „Statistischen Telebildfaktor“ (2,2) etwa 165.000 bzw. 420.000 Personen entspricht.

## Philosophie
Als Sender für den ländlichen Raum sieht man bei KraichgauTV die Verbundenheit mit der Region. Dem relativ großen Einzugsgebiet ermöglicht man das Zusammenwachsen, die Informationssicherung und die Kommunikation zwischen den einzelnen Gemeinden. Außerdem stärkt man so auch das Selbstwertgefühl der ländlichen Bevölkerung gegenüber den Oberzentren und Ballungsräumen, wie Karlsruhe oder Heidelberg.
Diese Philosophie wird unterstützt durch den Selbstanspruch, ein „Mitmach-TV“ zu sein. Zuschauer können die Redaktion mit eigenen Informationen oder Beiträgen aus Vereinen und Gemeinden unterstützen.

## Geschichte
Anfangs gab es ein regionales fünfminütiges Fenster für Bruchsal und Umgebung in Kooperation mit dem regionalen Fernsehsender R.TV.
Am 1. Januar 2007 wurden KraichgauTV und das Bruchsaler Stadtmagazin Willi als Crossmedia-Projekt zusammengeschlossen, was eine Verbreitung der Inhalte durch unterschiedliche Medien ermöglicht.
Nach der Lizenzierung durch die Landesanstalt für Kommunikation Baden-Württemberg (LFK), erlangte KraichgauTV die Sendelizenz als Rundfunksender und ging im Frühjahr 2007 auf Sendung im Kabel digital Baden-Württemberg.
Im Juni 2009 wurden KraichgauTV und Willi schließlich unter dem großen Internetportal Landfunker vereint, auf dem nun neben den einzelnen Fernsehbeiträgen und den Onlineausgaben des Stadtmagazins auch immer die neuesten Meldungen und Nachrichten der Region verfügbar sind.
2009 produzierte KraichgauTV den 1000. Beitrag aus der Region. Die Zugriffszahlen auf das gesamte Filmbeitragsportfolio im Internetportal innerhalb des Jahres 2009 lag bei über 500.000 Filmaufrufen.
Im Oktober 2013 erreichte die Zahl der produzierten Filmbeiträge die Marke von 2000 Stück. Bis zu diesem Zeitpunkt waren alle Filme über das zugehörige Onlineportal abrufbar. Die Zahl der monatlichen Filmaufrufe durch die Zuschauer stieg auf über 200.000. Davon entfielen ca. 55.000 auf die aktuellen Filmbeiträge eines Monats, die restlichen 145.000 waren Abrufe von älteren Filmbeiträgen aus dem Archiv.
Im November 2013 wurde aus Speicherplatzgründen die Zahl der Archivbeiträge auf 1300 verringert.

## Mitarbeiter
KraichgauTV beschäftigt sieben Mitarbeiter in der Produktion. Ulrich Konrad ist verantwortlich für Inhalt, Leitung, Koordination, Organisation und Moderation.

## Programm
KraichgauTV berichtet aus dem so genannten alten Landkreis Bruchsal, Bretten und dem Kraichgau, was insgesamt auch die Hardt und die Rheinebene beinhaltet. Seit Sendestart läuft das etwa einstündige Programm von KraichgauTV als Sendeschleife, die wöchentlich jeden Mittwoch ca. um 15 Uhr wechselt. Eine Umstellung auf zeitgesteuerte Formate war für 2010 geplant, wurde aber wegen des hohen finanziellen Umstellungsaufwands verschoben.
Die Themen sind Politik, Business, Neuigkeiten, Informationen von Vereinen und Institutionen, Unterhaltung aus der Region oder Umfragen zu aktuellen Themen sowie Termine zu Kultur, Musik, Theater oder Veranstaltungen.
KraichgauTV produziert aktuell folgende Sendungen:
- Ein Regionalmagazin, das über die neuesten Geschehnisse in der Region berichtet. Hierbei steht ein breitgefächerter Inhalt um Politik, Wirtschaft, Kultur, Lifestyle und Sport im Mittelpunkt. Das Magazin beginnt immer mit den Wochennachrichten, in der auf die Woche zurückgeblickt wird, aber auch Termintipps für die kommenden Tage gegeben werden.
- Fester Bestandteil des Wochenmagazins sind seit 2010 regionale „Familiennachrichten“ mit Babyfotos oder interessanten Urlaubsbildern, die von den Zuschauern eingesendet werden.
- Im Anschluss an Das Magazin läuft KraichgauTV History, wo Filmmaterial aus der Vergangenheit gezeigt wird. Hier können Zuschauer eigenes altes Filmmaterial einsenden und veröffentlichen.
- Seit dem 30. Dezember 2009 gibt es das Musikformat Soundbox, das in loser Folge Bands und Künstler aus der Region präsentiert.
- Während die Beiträge innerhalb des Wochenmagazins auf ca. drei Minuten begrenzt sind, läuft am Ende des Magazins immer ein ausführlicher, etwa 10 Minuten langer, Filmbeitrag zu einem aktuellen Thema aus der Region.

## Empfang
KraichgauTV wird im digitalen Kabelfernsehen verbreitet. Auf der Homepage des Senders ist das Programm als Livestream verfügbar sowie einzelne Sendungen und Beiträge in einer Mediathek. Im Mai 2015 hatte KraichgauTV rund 130.000 Filmabrufe aus den Bereichen „Aktuelle Beiträge“ und „Mediathek“.